# Atractus dunni
Atractus dunni – gatunek węża z rodziny połozowatych (Colubridae), występujący endemicznie w Ekwadorze.

## Systematyka
Gatunek ten opisał w 1883 roku francuski zoolog Marie Firmin Bocourt, nadając mu nazwę Rabdosoma maculatum. Kiedy postanowiono przenieść go do rodzaju Atractus, okazało się, że nazwa Atractus maculatus jest już zajęta przez gatunek opisany w 1858 roku przez Günthera jako Isocelis maculata. Dlatego w 1955 roku amerykański zoolog Jay M. Savage na łamach „Proceedings of the Biological Society of Washington” ukuł dla gatunku opisanego przez Bocourta nową nazwę – Atractus dunni. Holotyp to samica o oznaczeniu MNHN-RA 5986. Miejsce typowe określone zostało jako Ekwador. Savage ustalił także, że drugi z okazów typowych opisanych przez Bocourta (samiec z kolekcji Muzeum Historii Naturalnej w Berlinie) w rzeczywistości należy do innego, nieznanego wcześniej gatunku – Atractus gaigeae.
Przez wiele lat gatunek znany był tylko z holotypu. W 2005 roku Cisneros-Heredia dokonał ponownego opisu holotypu, zaliczył do Atractus dunni kilka zbadanych przez siebie okazów muzealnych i na ich podstawie dostarczył nowych informacji na temat gatunku i określił jego przybliżony zasięg występowania.

### Etymologia
- Atractus: gr. ατρακτος atraktos „wrzeciono, strzała”[8].
- dunni: na cześć Emmetta Reida Dunna (1894–1956), amerykańskiego herpetologa[4].

## Występowanie
Gatunek ten występuje w zachodniej równikowej części Ameryki Południowej na pacyficznych zboczach Andów w północno-zachodnim Ekwadorze w zakresie wysokości 1800–2378 m n.p.m. Preferuje stare lasy deszczowe, uprawy, pastwiska, a także ogrody w okolicach obrzeży lasu. Występuje w dosyć zimnych obszarach, w których roczna średnia temperatura waha się w zakresie 11,88–18,67 °C, a średni roczny opad w zakresie 1000–2561 mm. Prowadzi głównie nocny tryb życia, w ciągu dnia ukrywa się pod kłodami drzew, kamieniami lub w miękkiej ziemi. Dieta Atractus dunni obejmuje dżdżownice i larwy owadów.

## Morfologia
Jest to małej wielkości wąż o małej głowie, której szerokość jest podobna do szerokości szyi, i małych oczach. Górne części ciała są jednolicie brązowe. Na grzbiecie lekko rysujący się wzór składający się z nieregularnych ciemnych plam o szerokości jednej łuski z kremowymi obrzeżami. Brzuch jest bladożółty. Młode osobniki mają jasnożółty pas na karku. Jest podobny do Atractus microrhynchus, Atractus iridescens i Atractus esepe.
Wymiary:
|                        | Samiec          | Samica          |
| Długość całkowita (mm) | 358             | 421             |
| Długość SVL (mm)       | 297             | 377             |
| Łuski brzuszne         | 125–136 125–139 | 138–150 137–153 |
| Tarczki podogonowe     | 26–37 28–43     | 19–23 14–27     |

## Status
W Czerwonej księdze gatunków zagrożonych IUCN Atractus dunni jest klasyfikowany jako gatunek bliski zagrożenia (NT, ang. Near Threatened).